# Hydrellia acutipennis
Hydrellia acutipennis är en tvåvingeart som beskrevs av Harrison 1959. Hydrellia acutipennis ingår i släktet Hydrellia och familjen vattenflugor. Inga underarter finns listade i Catalogue of Life.